# Batoș, Mureș
Batoș, colocvial Batăș, (în maghiară Bátos, în germană Botsch, în dialectul săsesc Biutš) este satul de reședință al comunei cu același nume din județul Mureș, Transilvania, România.

## Localizare
Satul Batoș este situat pe cursul superior al râului Luț care izvorăște din satul Sebiș, județul Bistrița-Năsăud.
Se află la 15km de municipiul Reghin pe drumul județean 157, la 47km de Târgu Mureș și la 45km de municipiul Bistrița.

## Istoric
În punctul Gledinel, la cca. 2 km N de localitate, între valea Luțului și stânga șoselei ce duce spre Bistrița, pe terasa inferioară a pârâului Luț s-au descoperit așezări din epoca eneolitică și până în epoca medievală timpurie traversând culturi de la Petrești la cea Geto-Dacă:
| Epoca                                    | Cultura/ Faza culturală | Cod LMI           |
| ---------------------------------------- | ----------------------- | ----------------- |
| Eneolitic                                | Petrești                |                   |
| Neolitic timpuriu                        | Starčevo - Criș         | MS-I-m-B-15342.08 |
| Epoca bronzului timpuriu                 | Coțofeni                | MS-I-m-B-15342.05 |
| Epoca bronzului mijlociu                 | Wietenberg              | MS-I-m-B-15342.07 |
| Hallstatt                                | neprecizată             | MS-I-m-B-15342.04 |
| La Tène                                  | geto-dacică             | MS-I-m-B-15342.03 |
| Epoca daco-romană                        | neprecizată             | MS-I-m-B-15342.02 |
| Epoca medievală timpurie (sec. VIII - X) | neprecizată             | MS-I-m-B-15342.01 |

Satul Batoș este atestat documentar din anul 1319. Localitatea a fost întemeiată de sași, care au constituit până în 1944 majoritatea covârșitoare a populației așezării. La recensământul din 1930 au fost înregistrați 1.420 de locuitori, dintre care 1.276 evanghelici (luterani), reprezentând 89,85% din total.
După cel de-al doilea război mondial sașii au fost deportați în Uniunea Sovietică, iar o parte s-au refugiat în Germania și Austria.

## Monumente
Biserica evanghelică a fost clădită între anii 1380 și 1450 și a fost construită în stil gotic. Zidul de fortificație are 1.70 m, fiind construit în 1636.
După un incendiu devastator în 1728 biserica a fost refăcută abia în 1781-1782. Galeriile s-au înălțat, iar bolta s-a construit în stil rococo. Orga datează din 1924 și altarul neogotic din 1867. Cele 3 statui de pe altar îi reprezintă pe Isus Cristos, și pe apostolii Ioan și Matei. Altarul este împodobit și cu un tablou după Leonardo da Vinci din 1868. Ceasul ce înfrumusețează turnul de 40.7m a fost construit în 1888.
Fostele școli evanghelice de fete și de băieți construite în 1840.
Batoșul este un sat cu diferite obiective turistice, apreciat și pentru terenurile din jur arabile care dau roade an de an, recunoscute în toată România, aceste roade fiind merele de Batoș.

## Personalități
- Johann Böhm (n. 1929), istoric german
- Alexandru D. Biris (n. 1955), compozitor

## Imagini

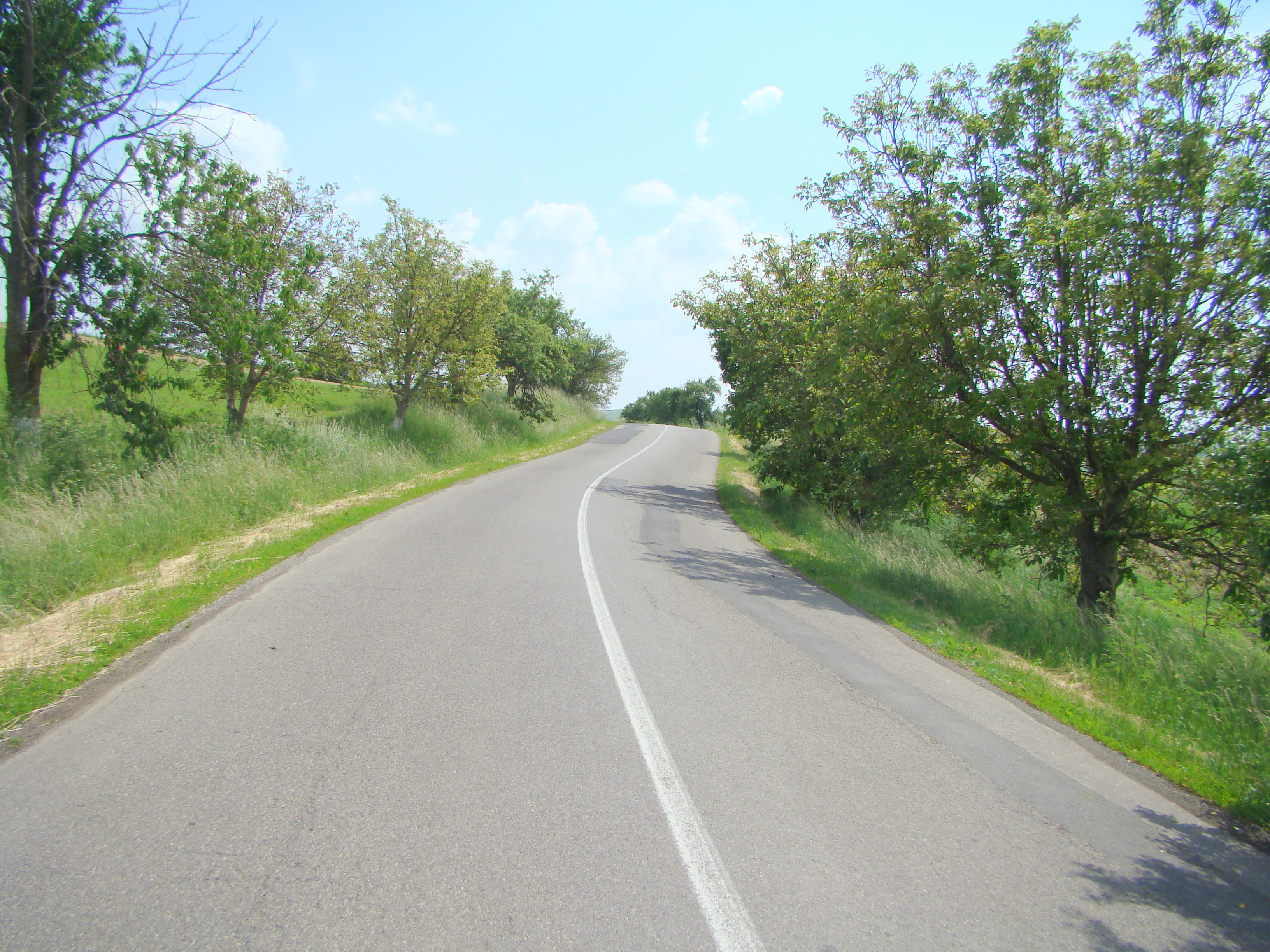
Drumul Goreni-Batoș
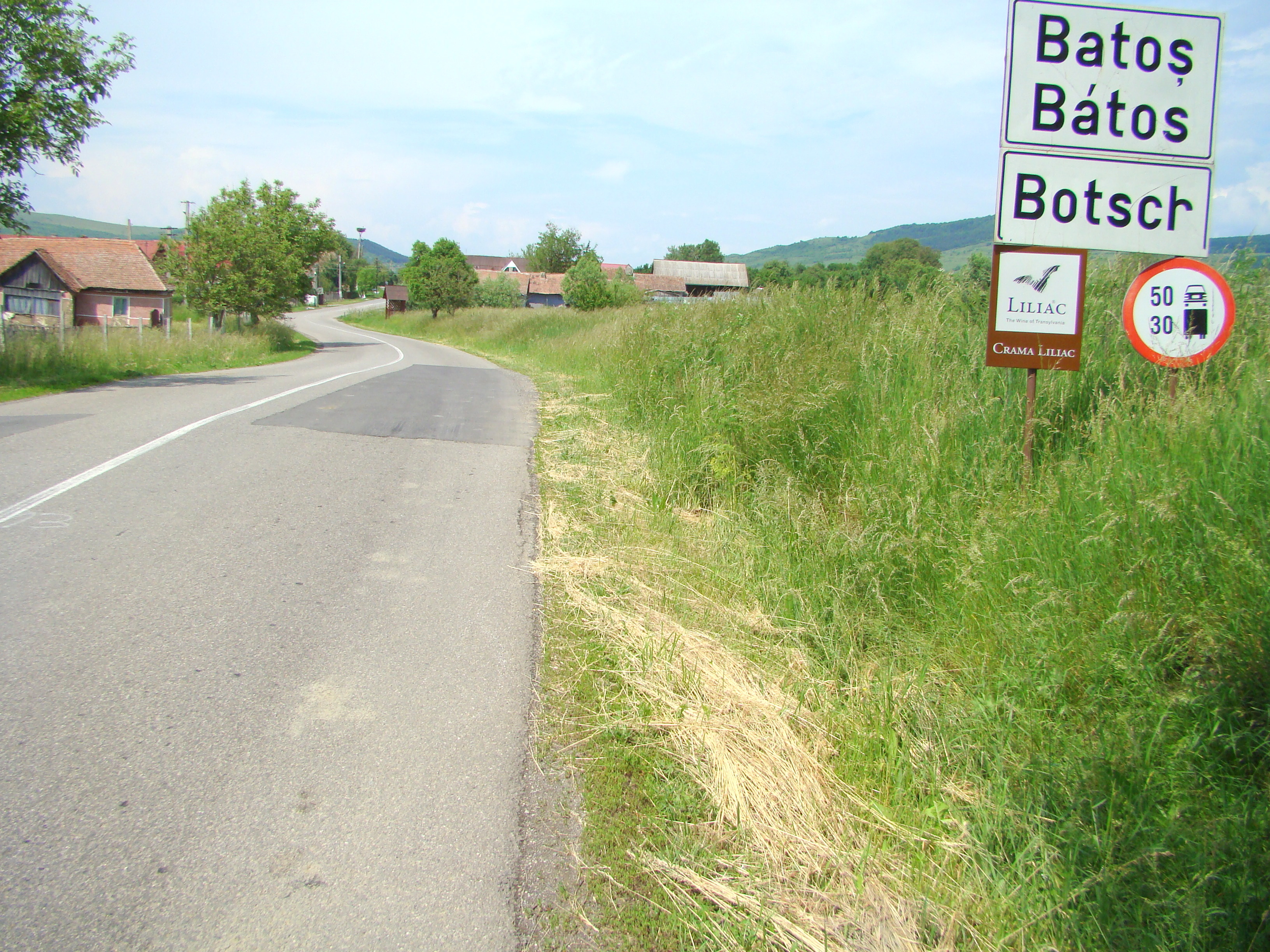
Intrarea în localitate
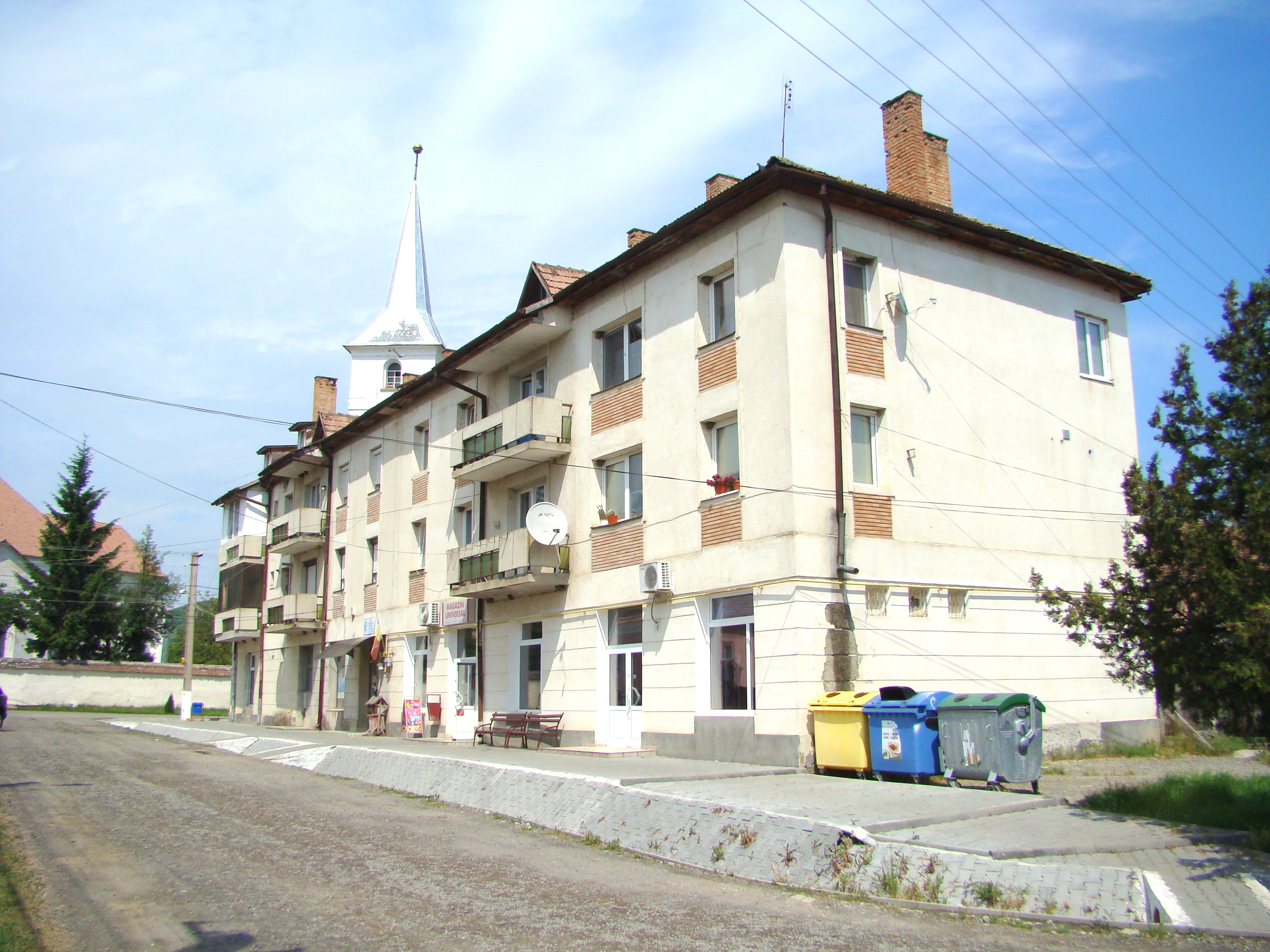
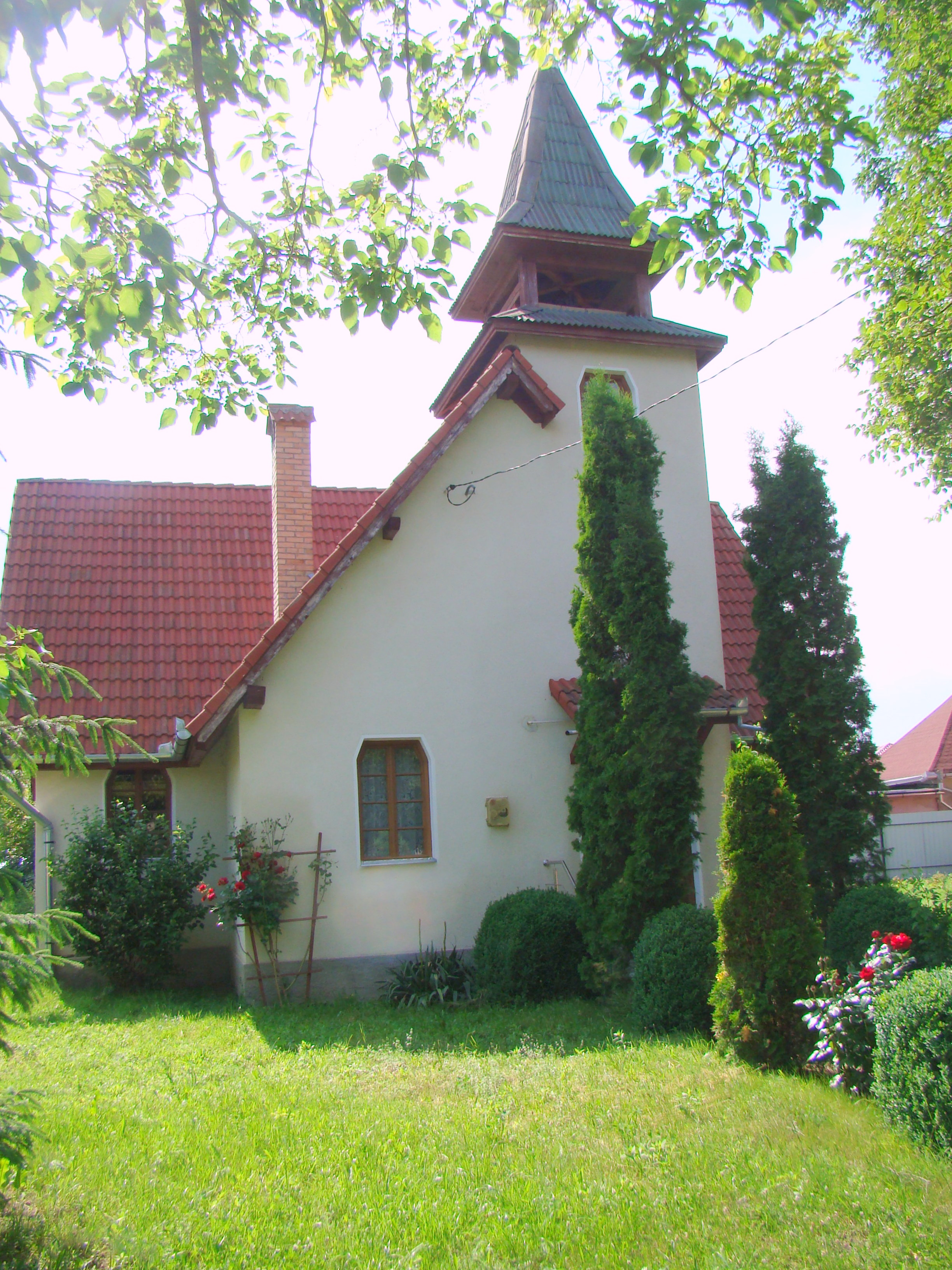
Biserica reformată
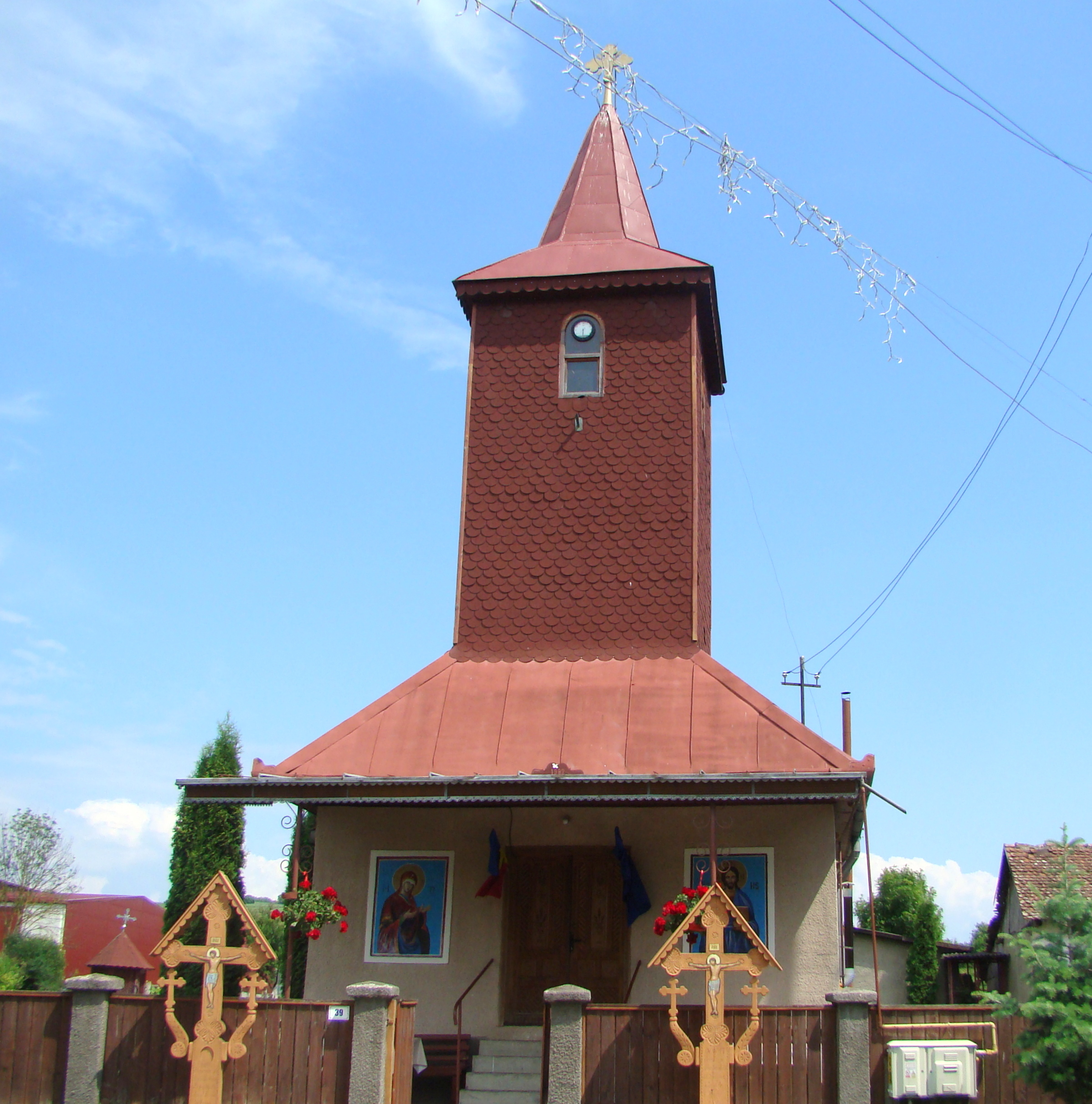
Biserica de lemn
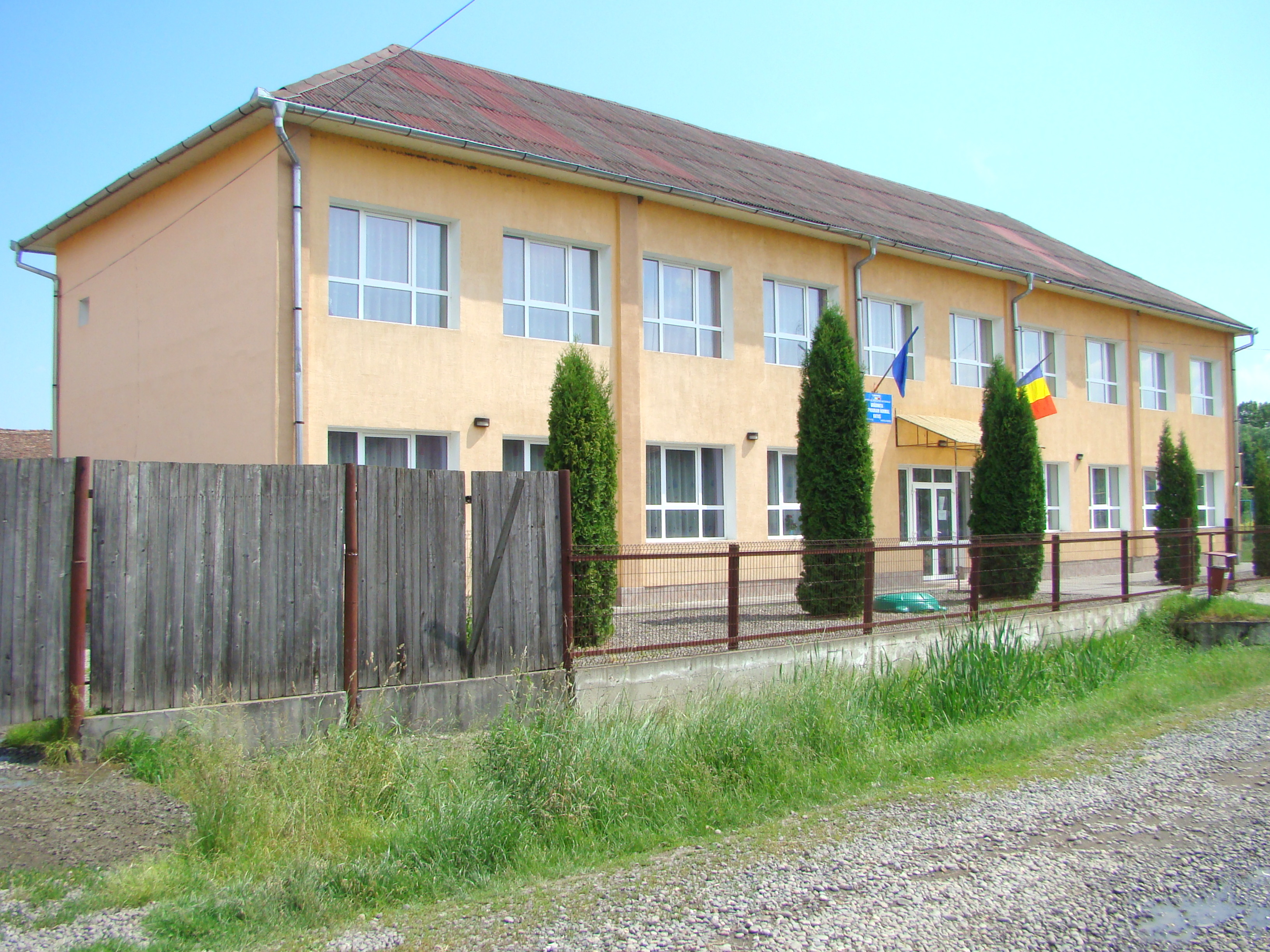
Școala
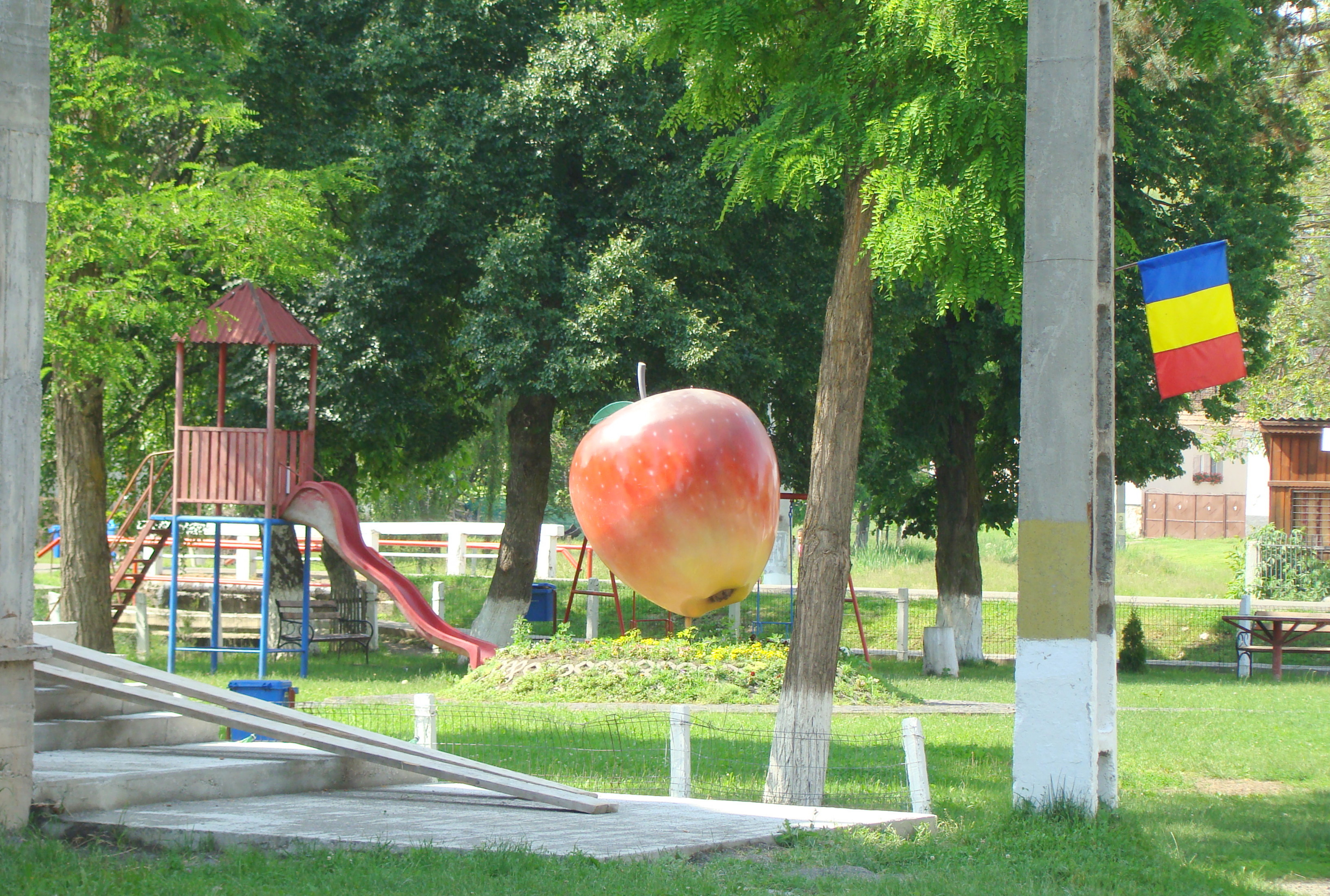
Monumentul mărului
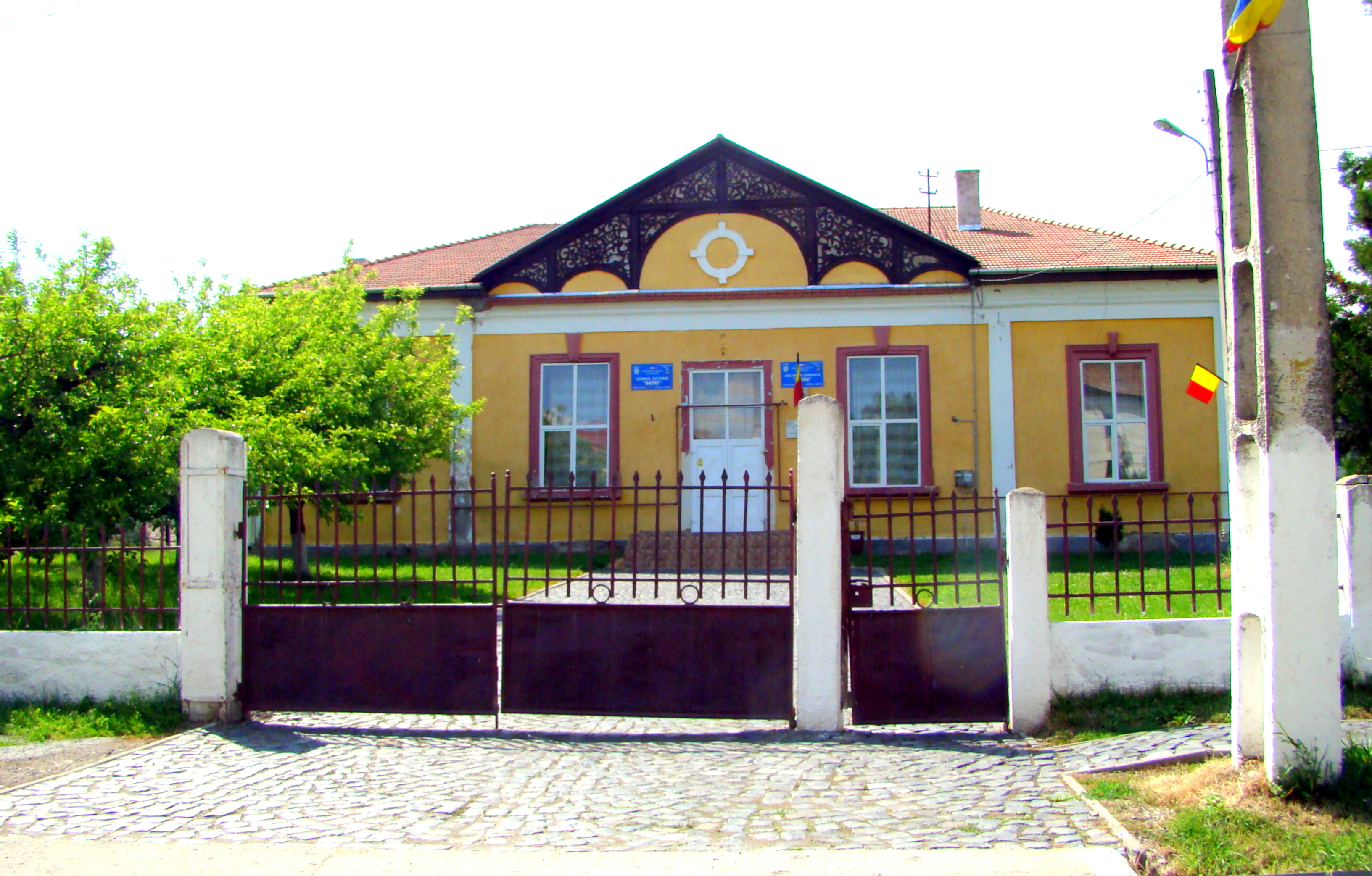
Căminul cultural
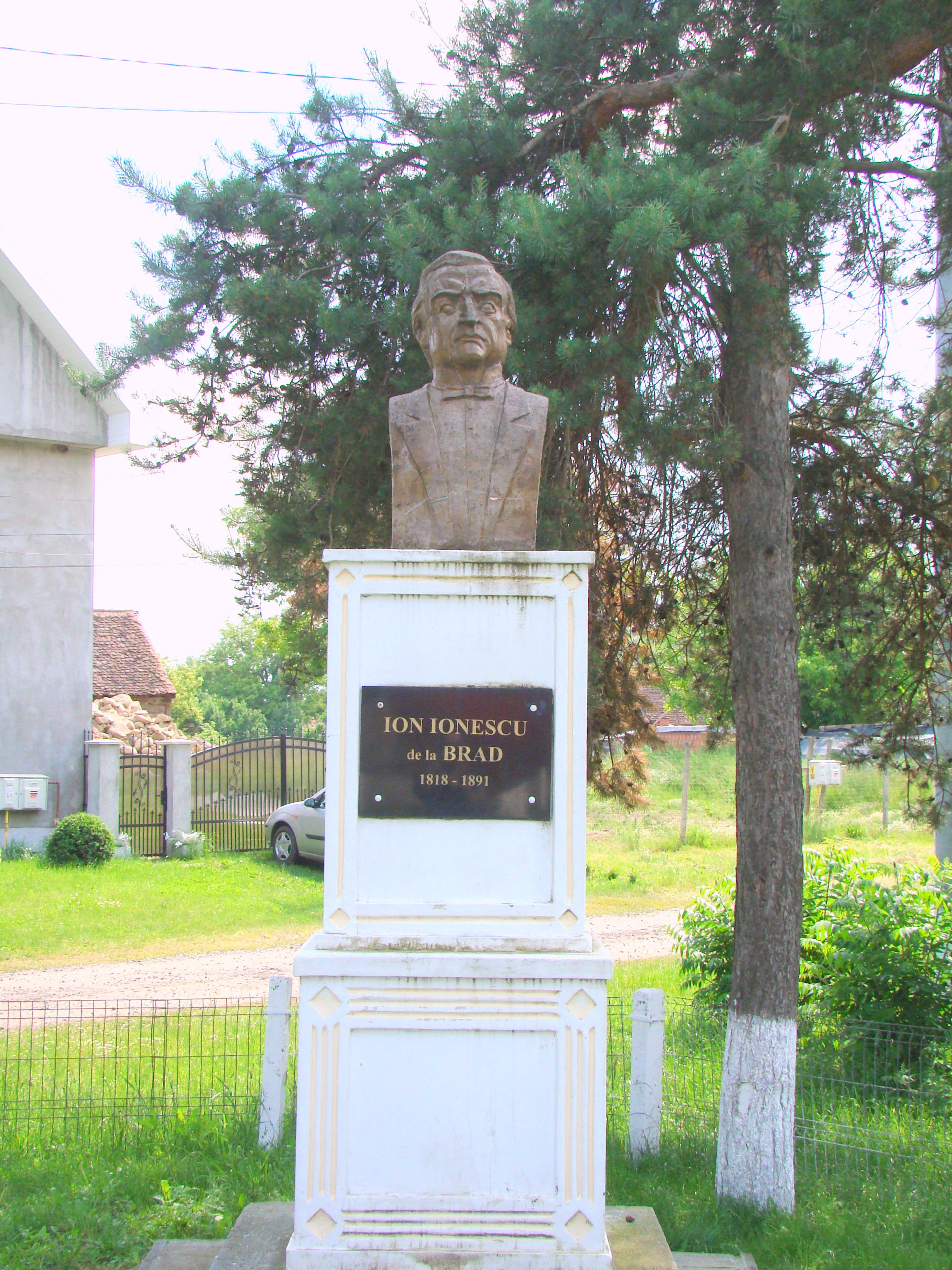
Bustul lui Ion Ionescu de la Brad
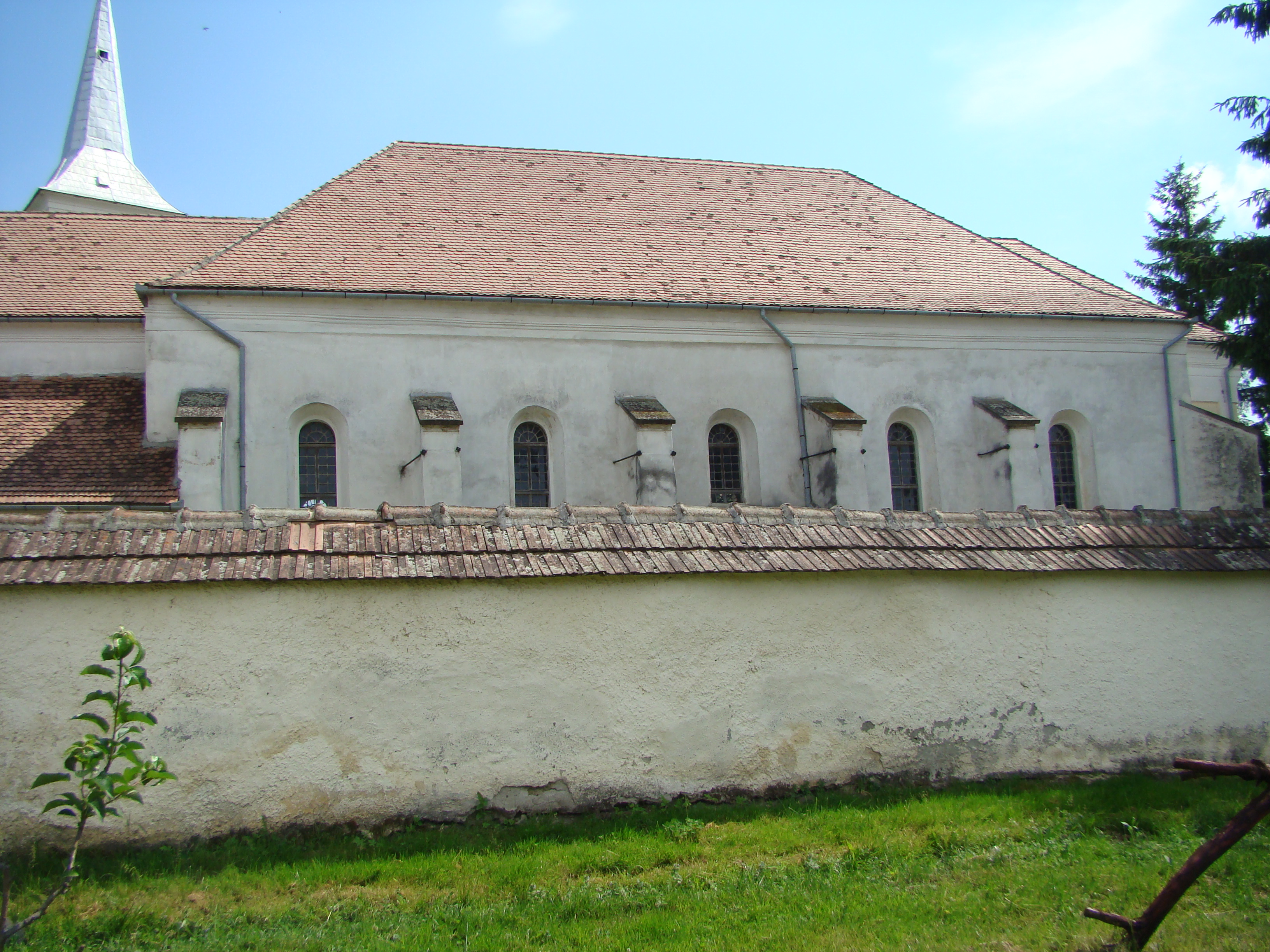
Biserica evanghelică (secolul XVI)
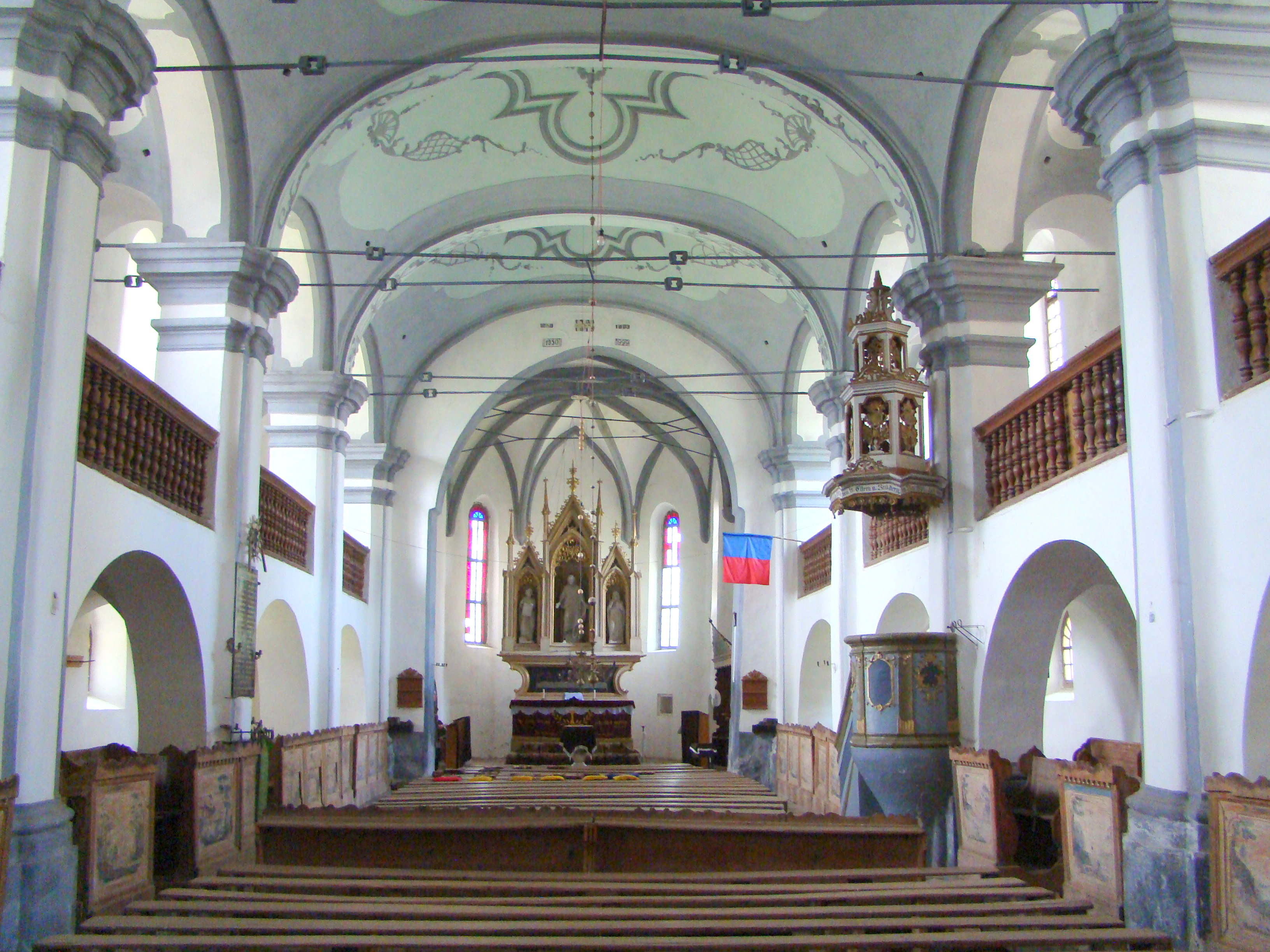
Biserica evanghelică (monument istoric)
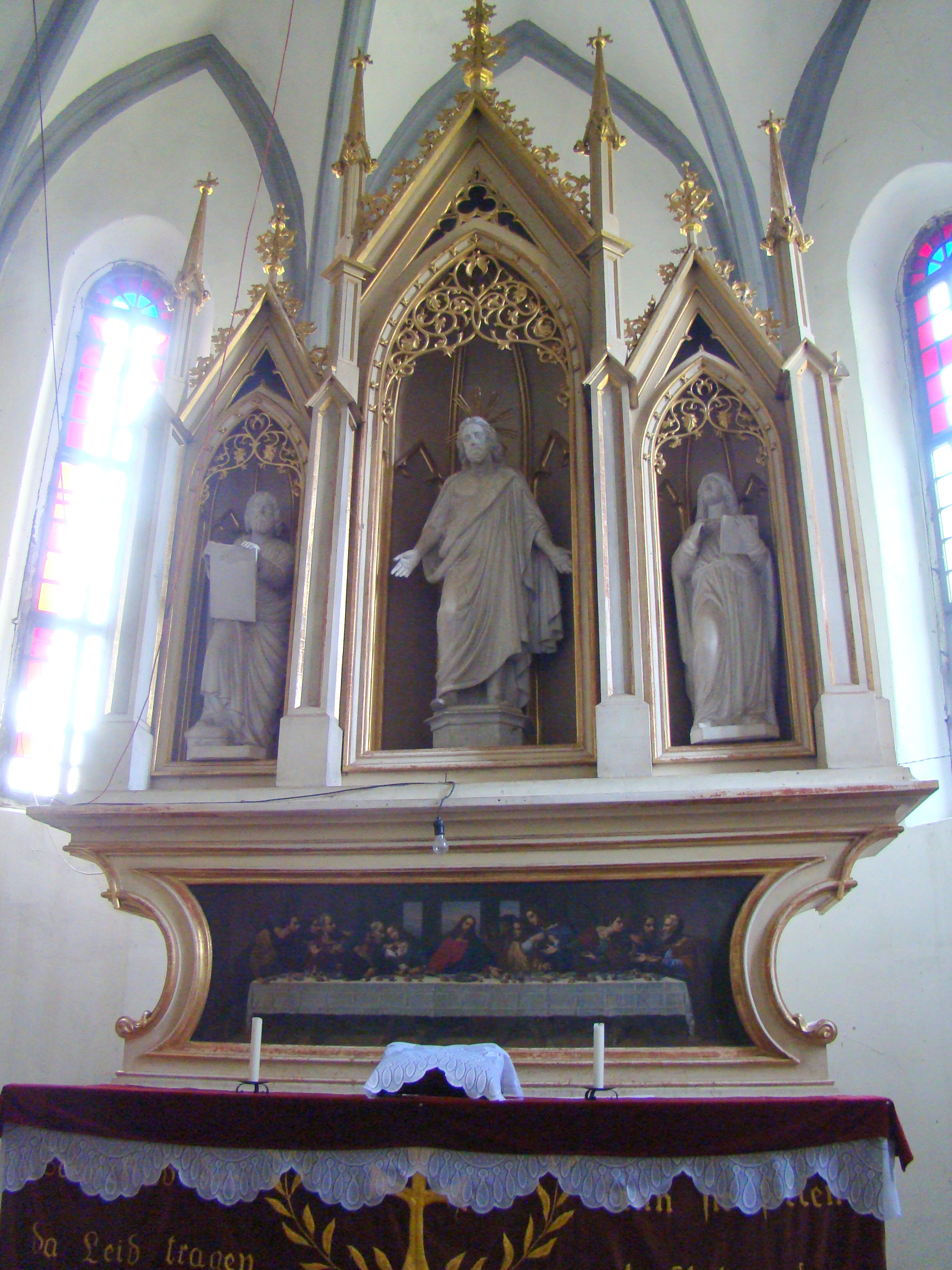
Altarul bisericii evanghelice
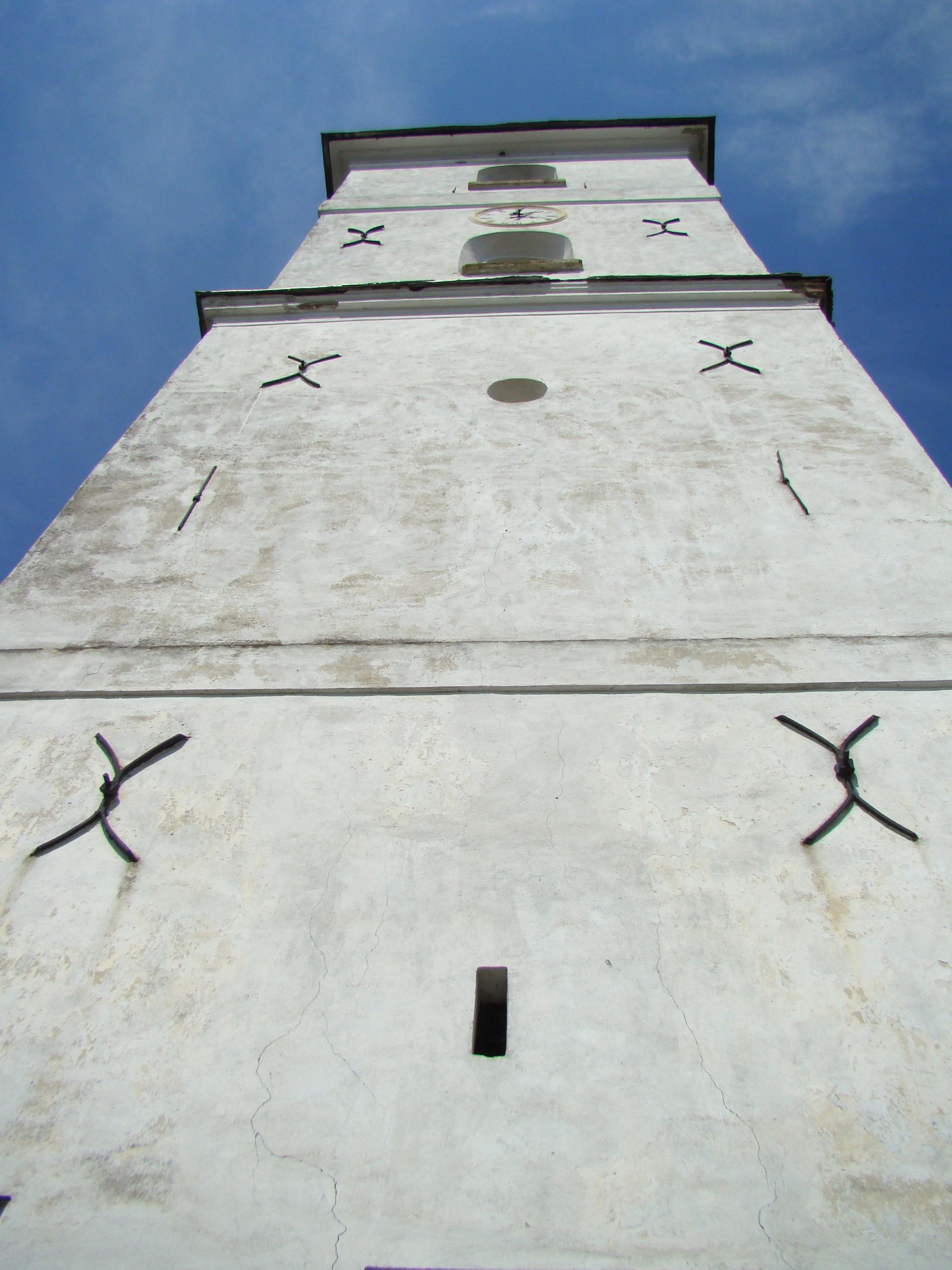
Turnul
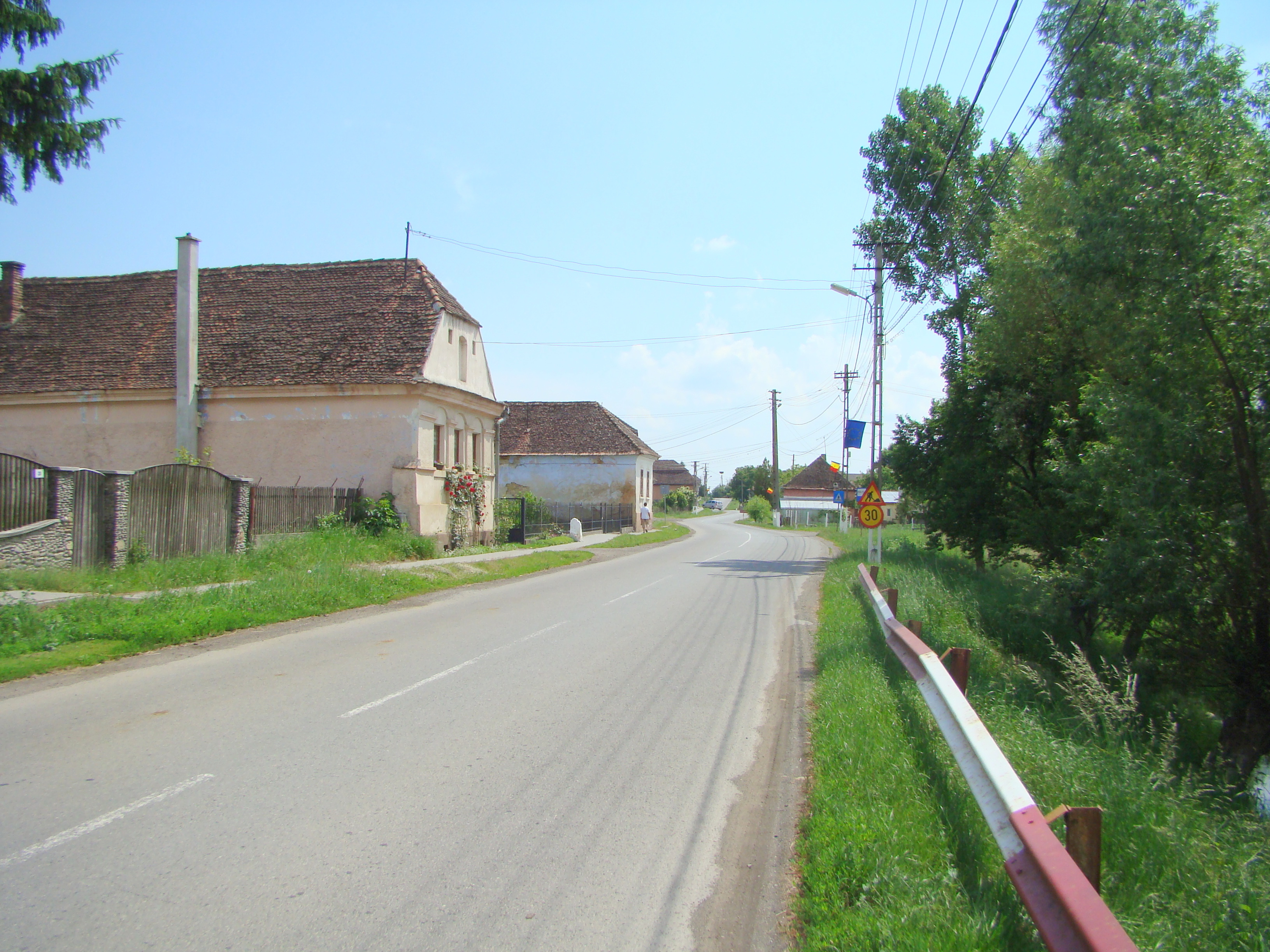